# Turing
Turing（英語発音: [tjúǝrɪŋ]（テュァリング））はプログラミング言語のひとつであり、Pascalよりも汎用的で簡潔に記述でき学習しやすい言語を目指して設計された。言語名称は計算機科学者として著名なアラン・チューリング (Alan M. Turing) からきている。
資金難により開発は解散したため2008年にフリーソフトウェア化された。

## 他のプログラミング言語との関係
TuringはEuclidの研究で得られた多くの概念を引き継いでいる。EuclidとはPascalの苦手としていた可変長文字列、動的配列、アサーションといった機能を追加してPascalをより実用的に拡張したものである。